# Ibai Gómez
Ibai Gómez Pérez (Bilbau, 11 de novembro de 1989) é um futebolista espanhol que atua como atacante. Atualmente, está sem clube.

## Carreira
Iniciou a carreira profissional no Santutxu na liga regional basca. No Athletic Bilbao estreou em 17 de outubro de 2010 na partida contra o Real Zaragoza substituindo Gaizka Toquero, porém apenas três minutos depois, lesionou-se no joelho.

## Títulos

#### Athletic Bilbao
- Supercopa da Espanha: 2020-21